# Elemir
Elemir (cyr. Елемир) – wieś w Serbii, w Wojwodinie, w okręgu środkowobanackim, w mieście Zrenjanin. W 2011 roku liczyła 4338 mieszkańców.